# 罗杰·杰克逊
罗杰·杰克逊（英語：Roger Jackson，1942年1月14日—），加拿大男子赛艇运动员。他曾代表加拿大参加1964年、1968年和1972年夏季奥林匹克运动会赛艇比赛，获得男子双人单桨无舵手金牌。